# Malcolm (2002)
Malcolm är en svensk dramafilm från 2002 i regi av Baker Karim. I rollerna ses bland andra Alexander Karim, Christina Wideland och Leo Karim.

## Handling
Malcolm bor på ungkarlshotell, driver runt och livnär sig på att sälja överskottsprodukter. Han har förlorat kontakten med sin son och lever i ensamhet. En dag kommer dock en inbjudan till sonens födelsedagsfest.

## Rollista
- Alexander Karim – Malcolm
- Christina Wideland – Ulrika
- Leo Karim – Jonas
- Baker Karim – Hassan
- Rolf Liljeblad – arbetsförmedlare
- Torkel Stålhand – fabrikschef
- Conny Biselius
- Laith Hussein
- Hanin Kadem
- Ingvor Lannebro
- Jeff Norman

## Om filmen
Filmen producerades av Lars Jönsson och spelades in med Baker Karim som fotograf efter ett manus av Alexander Karim. Musiken komponerades av Nathan Larson och Patrik Bartosch och filmen klipptes av Michal Leszczylowski.
Malcolm har belönats med flera priser vid olika filmfestivaler. 2002 fick Baker Karim ett särskilt omnämnande för regi i Siena, vald till bästa nordiska kortfilm vid Nordisk Panorama i Uleåborg, Kodakpriset och jurypriset i Marrakech och publikpriset och Filmpool Nords Short Film Award vid Göteborgs filmfestival. 2003 blev den utnämnd till bästa korta fiktionsfilm i Århus, belönades med The Grolsch Award för bästa kortfilm vid Flickerfest International Short Film Festival i Sydney samt Guldbaggenominerades för bästa kortfilm.

## Musik
1. "Some Kind of Morning" (Nathan Larson, Patrik Bartosch)
2. "They Will Make You Bleed" (Nathan Larson, Patrik Bartosch)
3. "When You're Older" (Nathan Larson, Patrik Bartosch)